# إد شو
إد شو (بالإنجليزية: Ed Shaw)‏ هو لاعب كرة قدم أمريكية أمريكي، ولد في 7 أغسطس 1895 في تيكومسيه في الولايات المتحدة، وتوفي في 30 أكتوبر 1964 في أوماها في الولايات المتحدة.

## وصلات خارجية
- إد شو على موقع مرجع كرة القدم المحترفة.كوم (الإنجليزية)